# 器興駅
器興駅（キフンえき）は大韓民国京畿道龍仁市器興区旧葛洞にある、韓国鉄道公社（KORAIL）と龍仁軽量電鉄の駅。

## 利用可能な鉄道路線
韓国鉄道公社
水仁・盆唐線 - 駅番号は(K237)
龍仁軽量電鉄
龍仁軽電鉄 - 駅番号は(Y110)

## 駅構造

### 韓国鉄道公社
島式ホーム2面4線を有する地下駅で、緩急接続が行われている。保安用にホームドアシステム（フルスクリーンタイプ）を装備する。一部の改札口は上下ホーム別々に設置されているため、上下ホーム間の通り抜けは不可能。
出入口は1番から7番までの計7ヶ所ある。2014年1月に龍仁軽電鉄との乗り換え通路が完成した。乗り換え通路には、新盆唐線の乗換駅と同様に、連絡用改札口が設置されている。

#### のりば

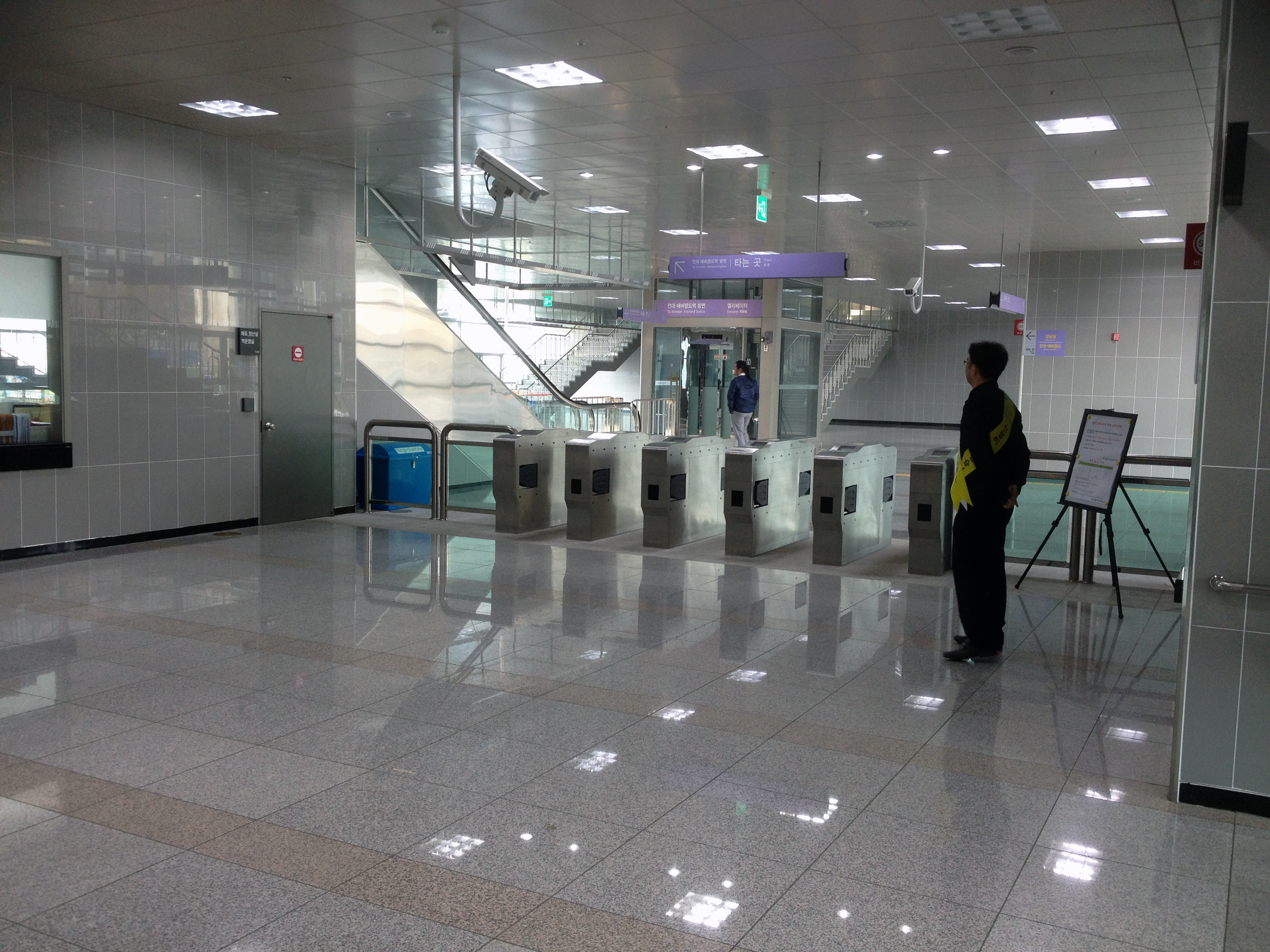
コンコース
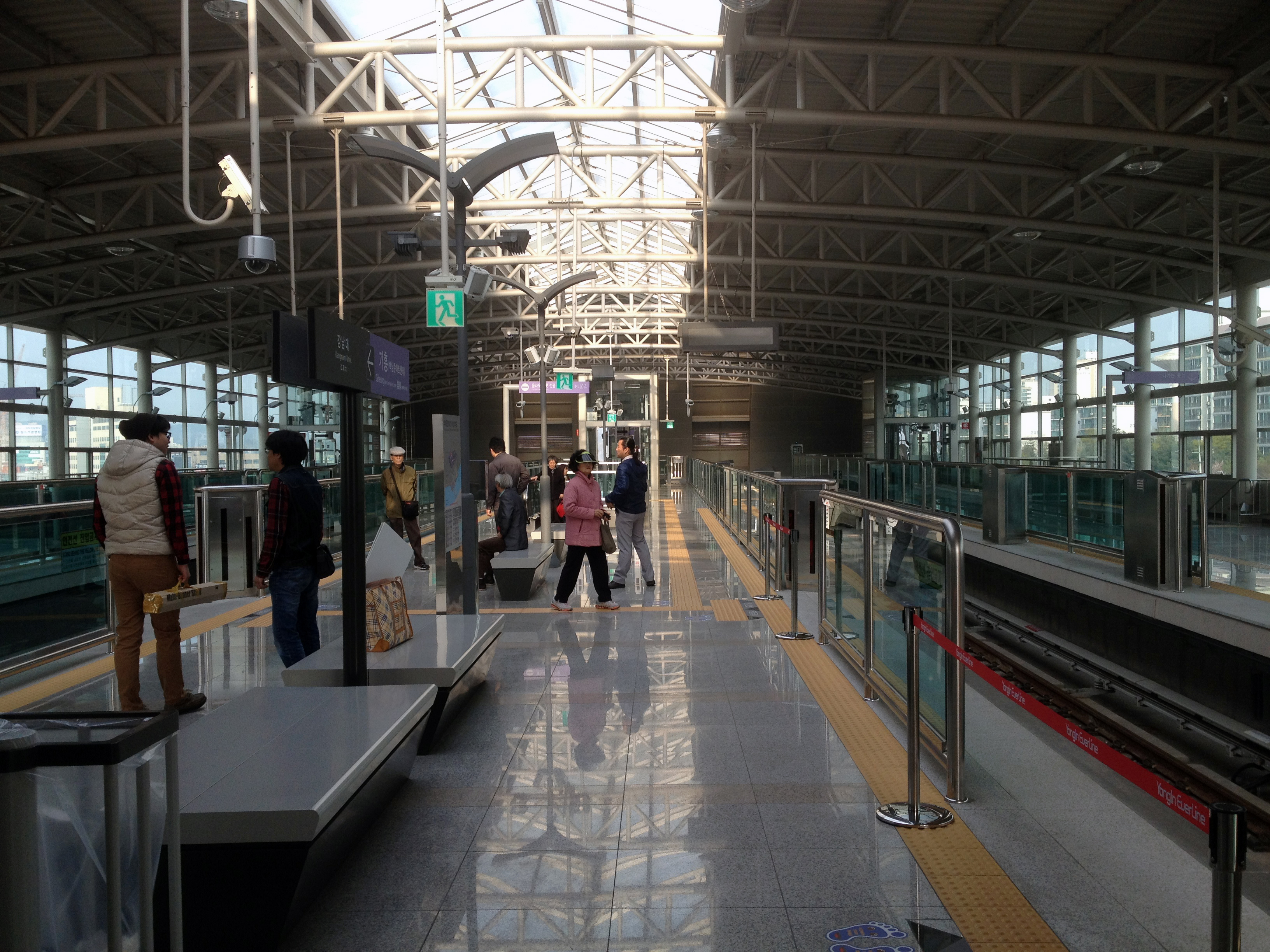
ホーム

| 1・2 | 水仁・盆唐線 | 上葛・水原・仁川方面         |
| 3・4 | 水仁・盆唐線 | 竹田・亭子・宣陵・往十里方面 |

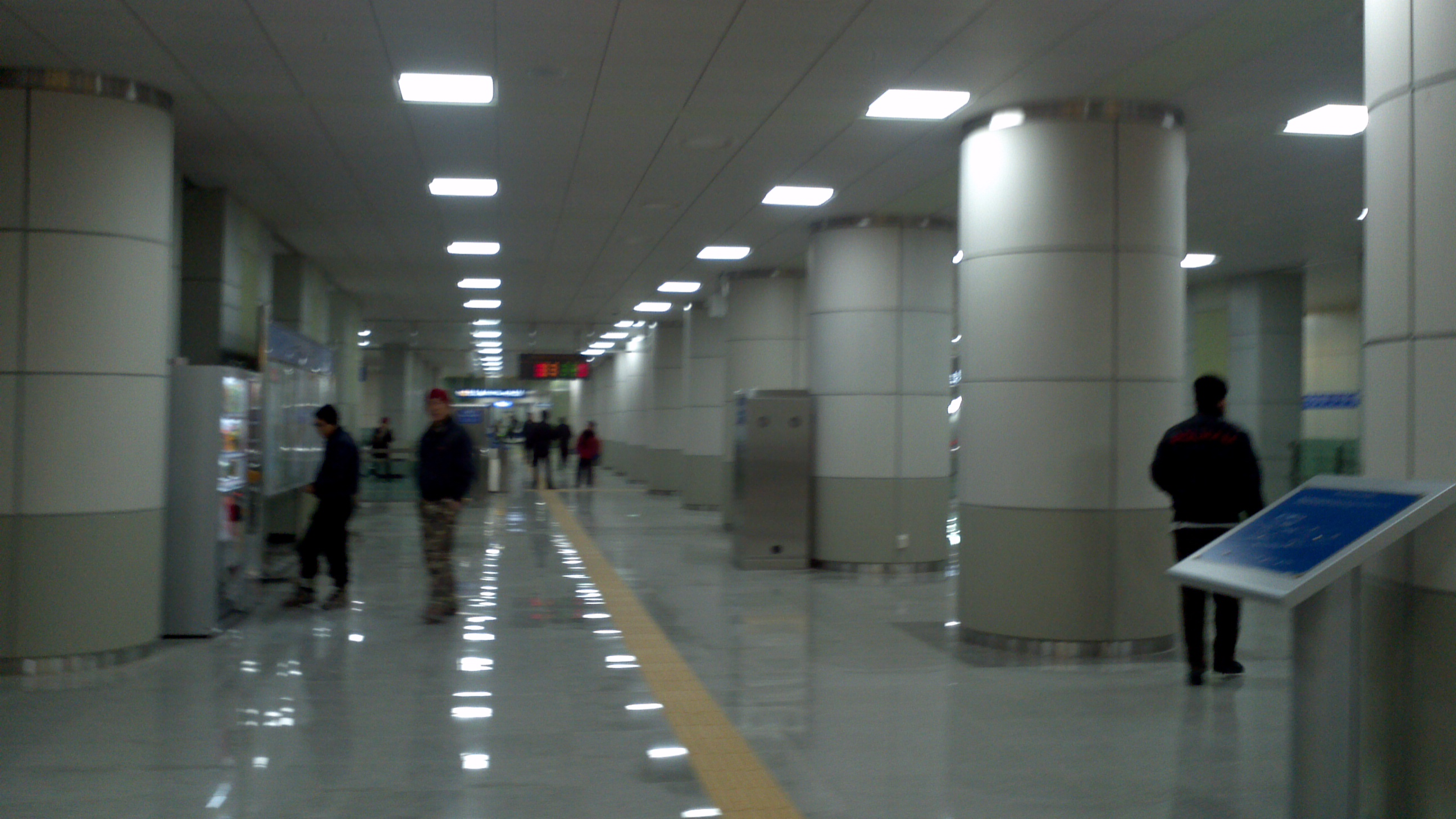
コンコース（2011年12月28日）
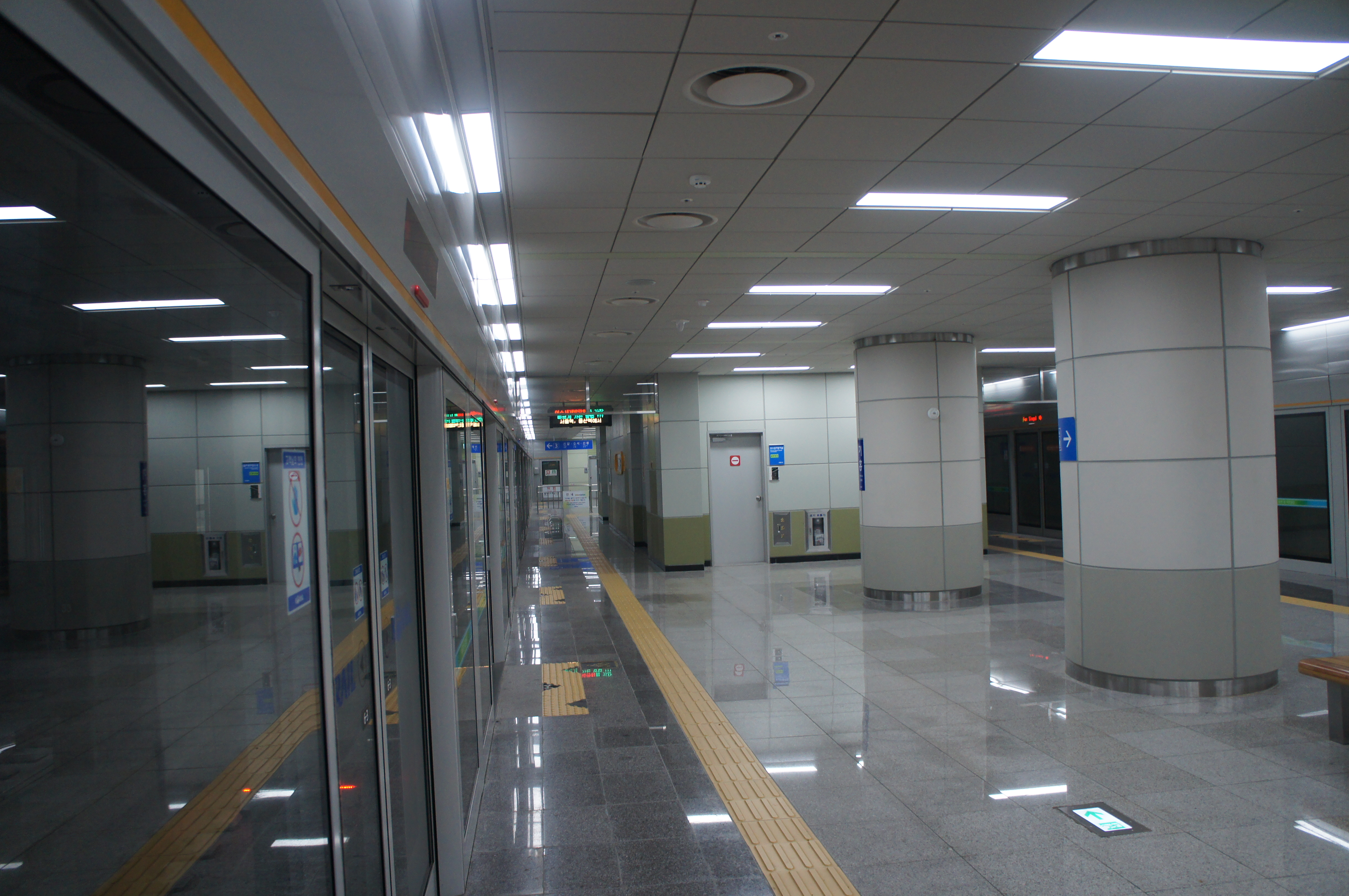
ホーム（2012年7月3日）

### 龍仁軽量電鉄
2面の相対式ホームが1面2線の島式ホームを挟む形の合計3面2線の高架駅。島式ホームが乗車専用、両端の相対式ホームが降車専用となっている。化粧室は改札外に設置されている。
当初、旧葛駅という駅名で開業する予定だったため、開業前には既に「旧葛駅」の案内表示も用意されていたが、2013年4月17日に現在の駅名に変更された。
出入口は8番の1ヶ所のみである。なお、盆唐線を利用して8番出口から出場する場合、龍仁軽電鉄の連絡改札口を通過する必要があるが、その際、龍仁軽電鉄の加算運賃は徴収されない。

#### のりば
のりばの番号は存在しない。
| 上り | 龍仁軽電鉄 | 降車専用ホーム         |
| 下り | 龍仁軽電鉄 | 前垈・エバーランド方面 |
| 上り | 龍仁軽電鉄 | 降車専用ホーム         |

- コンコース
- ホーム

## 利用状況
近年の一日平均乗車人員推移は下記の通り。
なお、2011年は開業日の12月28日から12月31日までの4日間を基準にしたものである。
| 路線         | 路線     | 2010年 | 2011年 | 2012年 | 2013年 | 2014年 | 2015年 | 2016年 | 2017年 | 2018年 | 2019年 | 出典  |
| ------------ | -------- | ------ | ------ | ------ | ------ | ------ | ------ | ------ | ------ | ------ | ------ | ----- |
| 水仁・盆唐線 | 乗車人員 | 未開業 | 3,737  | 6,179  | 7,531  | 9,931  | 7,712  | 7,671  | 7,751  | 8,868  | 10,844 | [ 4 ] |
| 水仁・盆唐線 | 降車人員 | 未開業 | 4,450  | 6,112  | 7,550  | 9,998  | 7,576  | 7,547  | 7,773  | 8,933  | 10,956 | [ 4 ] |

## 駅周辺
- AK&器興店（朝鮮語版）
- 江南大学校
- 旧葛初等学校
- 新葛高等学校

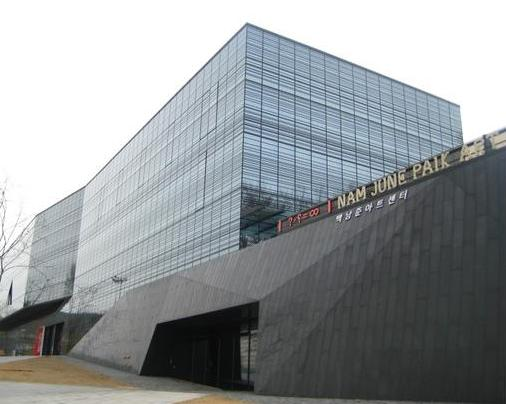
白南準アートセンター

- 白南準アートセンター - 韓国出身の現代美術家ナムジュン・パイクの個人美術館
- 器興区庁
- 水原CC
- 旧葛洞

## 歴史
- 2011年12月28日 - 盆唐線の駅が開業。
- 2012年12月末 - 副駅名「白南準アートセンター」を追加。
- 2013年
  - 4月17日 - 龍仁軽電鉄の駅名を「旧葛駅（白南準アートセンター）」から「器興駅（白南準アートセンター）」に変更[2][3]。
  - 4月26日 - 龍仁軽電鉄の駅が開業。
  - 11月30日 - 盆唐線の急行の停車駅となる。

## 隣の駅
韓国鉄道公社
 水仁・盆唐線
急行
竹田駅 (K233) - 器興駅 (K237) - 網浦駅 (K241)
緩行
新葛駅 (K236) - 器興駅 (K237) - 上葛駅 (K238)
龍仁軽量電鉄
龍仁軽電鉄
器興駅 (Y110) - 江南大駅 (Y111)